# ماري كوفر جونز
ماري كوفر جونز (بالإنجليزية: Mary Cover Jones)‏ (1 سبتمبر 1897 – 22 يوليو 1987) هي عالمة نفس تنموي أمريكية ورائده في مجال العلاج السلوكي، على الرغم من هيمنة الذكور الكبيرة على هذا المجال طوال معظم القرن العشرين. لقّبها جوزيف وولف بـ«أم العلاج السلوكي» ويُعزى ذلك لدراستها الشهيرة لبيتر وتطوير إضعاف الحساسية.

## نشأتها وتعليمها
كوفر جونز هي الطفل الأوسط بين ثلاثة لوالديها كاري لويز هيغسون وتشارلز بلير. لها شقيق يكبرها بخمسة أعوام وشقيقة تصغرها بأربعة أعوام. والدة جونز ربة منزل انخرطت في العديد من منظمات المجتمع المحلي بينما عمل والدها رجل أعمال. ندم والدها لعدم التحاقه بمرحلة ما بعد التعليم الثانوي، فشجع أبنائه على الالتحاق بالجامعة. اعتادت عائلة كوفر أثناء فترة طفولة كوفر جونز زيارة معهد شيتاكوا على بحيرة إري بولاية أوهايو كرحلة صيفية سنوية.
اختارت كوفر جونز دراسة علم نفس بعد قبولها بكلية فاسار. درست جميع مناهج علم النفس المطروحة في كلية فاسار باستثناء منهاج لمارغريت فلوي واشبورن. رفضت واشبورن قبولها في الصف نظرًا لتدني درجتها في مختبر صف سابق. أمضت إجازاتها الصيفية، أثناء فترة التحاقها بالكلية، مع الأطفال الفقراء في المخيمات الصيفية ودور الإيواء. بعد تخرج كوفر جونز من كلية فاسار في عام 1919، حضرت محاضرة ألقاها عالم السلوك جون برودوس واطسون في مدينة نيويورك. بعد الاستماع إلى محاضرة واطسون، تساءلت كوفر جونز عما إذا كان من الممكن استخدام الإشراط لإزالة المخاوف. في عام 1919، بدأت عملها في الدراسات العليا في جامعة كولومبيا، وحصلت على درجة الماجستير في صيف عام 1920. تزوجت كوفر جونز بزميلها في الدراسة، هارولد جونز، في عام 1920.

## مسيرتها المهنية
في عام 1923، أصبحت كوفر جونز أستاذًا مساعدًا للبحوث النفسية في معهد البحوث التربوية في كلية المعلمين بجامعة كولومبيا. أجرت كوفر جونز دراستها الشهيرة لبيتر أثناء عملها أستاذًا مساعدًا في جامعة كولومبيا. بعد نشر النتائج من دراسة بيتر في عام 1924، أكملت أطروحة الدكتوراه حول تطوير أنماط السلوك المبكر لدى الأطفال الصغار. تعاملت مع 365 رضيعًا في مناطق مختلفة في مدينة نيويورك ودرست تطور السلوك المبكر للأطفال الصغار. لم يحظ عمل جونز بالاهتمام حتى ستينيات القرن العشرين، حيث بدأ مجال العلاج السلوكي بالانخراط في المجتمع بقيادة جوزيف وولب.
في صيف عام 1927، انتقلت كوفر جونز إلى كاليفورنيا برفقة زوجها وبناتهما. وُلدت باربرا، ابنتها الأولى، في عام 1922. وُلدت ليزلي، ابنتها الثانية، بعد ولادة شقيقتها بثلاثة أعوام في 1925. قبلت كوفر جونز العمل في منصب مساعد أبحاث في معهد رعاية الطفل في بيركلي حيث اضطلعت بدراسة أوكلاند للنمو الطولي. عُرِض على هارولد منصب مدير الأبحاث، بينما قبلت كوفر جونز منصب مساعد أبحاث في معهد رعاية الطفل في جامعة كاليفورنيا، بيركلي في عام 1952.
في عام 1952، أصبحت كوفر جونز أستاذًا مساعدًا للتعليم في بيركلي. على الرغم من امتلاكها خبرة في المجال وإجرائها أبحاثًا، لم يُسمح لها أن تصبح أستاذًا بدوام كامل بسبب عمل زوجها أيضًا في الجامعة. شاعت مكافحة المحسوبية في هذا العصر. في نهاية المطاف، تغاضت جامعة كاليفورنيا في بيركلي عن تلك القاعدة، وفي عام 1959 أصبحت جونز أستاذًا بدوام كامل في كلية الحقوق لمدة عام واحد. خلال هذه الفترة، قدمت وزوجها هارولد أول دورة تلفزيونية تعليمية عن علم النفس التنموي.
في عام 1960، أصبحت رئيسة قسم علم النفس التنموي في جمعية علم النفس الأمريكية. في نفس العام، تقاعدت هي وهارولد، وتوفي بعدها بفترة وجيزة إثر تعرضه لنوبة قلبية.
في عام 1986، حصلت جونز على جائزة غرانفل ستانلي هال من جمعية علم النفس الأمريكية. تُمنح جائزة غرانفل ستانلي هال اعترافًا بالمساهمات البارزة في علم النفس التنموي. من بين مساهمات جونز دراستها لبيتر، التي وضعت الأساس للعلاج السلوكي، وتطويرها لإضعاف الحساسية والإشراط المباشر للتغلب على المخاوف. في مجالات لا علاقة لها بالبحث النفسي، أمضت جونز وقتها في المشاركة في لجان مختصة برعاية الأطفال وبذلت الكثير من الوقت والجهد في مثل هذه القضايا.

## وصلات خارجية
- أعمال ماري كوفر جونز في ليبري فوكس